# Walter Pahl (Gewerkschafter)
Walter Pahl (* 19. Mai 1903 in Tarnow (Provinz Posen); † 18. November 1969 in Bad Harzburg) war ein deutscher Gewerkschafter und Publizist. Er zählte in der späten Weimarer Republik zur „jungen Rechten“ in der sozialdemokratischen Arbeiterbewegung, die staatssozialistische Vorstellungen mit autoritären Staatskonzeptionen verknüpften. Als Funktionär des Allgemeinen Deutschen Gewerkschaftsbunds (ADGB) befürwortete er 1933 eine Annäherung an die Regierung Hitler. Nach 1936 publizierte er Schriften, die den Expansionsdrang des Dritten Reiches rechtfertigten und die Ausgrenzung der Juden begrüßten. Nach dem Zweiten Weltkrieg wurde er Redakteur der Gewerkschaftlichen Monatshefte, des Theorieorgans der westdeutschen Gewerkschaften. Pahl musste diesen Posten räumen, als 1954 öffentlich Kritik an seinen publizistischen Tätigkeiten zwischen 1936 und 1945 aufkam.

## Leben und Wirken

### Bildung und Weg zur sozialistischen Arbeiterbewegung
Pahl stammte vermutlich aus einem bürgerlichen Elternhaus. Nach dem Besuch des Gymnasiums in Posen nahm er ein Studium der Nationalökonomie und Psychologie an den Universitäten Leipzig und Heidelberg auf. In Leipzig erwarb er 1925 ein Diplom der Volkswirtschaftslehre. Mit einer Dissertation über „Die psychologischen Wirkungen des Films unter besonderer Berücksichtigung ihrer sozial-psychologischen Bedeutung“ promovierte er 1926 bei Felix Krueger und Hans Freyer.
Während des Studiums schloss sich Pahl einer sozialistischen Studentenorganisation an und wurde 1924 oder 1926 Mitglied der Sozialdemokratischen Partei Deutschlands (SPD). 1924 begann er zudem an der Volkshochschule Leipzig zu wirken, die von Hermann Heller und Paul Hermberg geleitet wurde. 1926 vertrat er Adolf Reichwein in der Leitung der Volkshochschule Jena.

### Gewerkschaftsfunktionär und Publikationen in der Weimarer Republik
1927 trat Pahl im Hauptbüro des Verbandes der Gemeinde- und Staatsarbeiter eine Stelle an, dort war er der volkswirtschaftlichen Abteilung zugeordnet. 1932 betätigte er sich zunächst kurzzeitig als Referent für Arbeitsdienstfragen beim Reichsbanner Schwarz-Rot-Gold, bevor er eine Stelle als wissenschaftlicher Sekretär des ADGB antrat. Bereits 1927 gründete er mit Margarethe Marie Louise Ueckermann, die er am 2. Februar 1929 heiratete, ein Heim für Jungarbeiter. Von 1927 bis 1931 arbeitete er zudem als Dozent an der Berliner Volkshochschule. Ab 1931 übernahm er an der Berliner Gewerkschaftsschule Dozentenaufgaben. Bis 1933 wirkte er zudem als Dozent an der Deutschen Hochschule für Politik sowie an der Bundesschule des ADGB in Bernau. Ab August 1932 leitete er die Zentralstelle für den Freiwilligen Arbeitsdienst beim ADGB – ein Gegenmodell zu Konzepten, die in der Weltwirtschaftskrise Pflichtarbeitsdienste propagierten. Im selben Jahr fungierte er außerdem als Geschäftsführer der neu gegründeten Reichsarbeitsgemeinschaft Sozialer Dienst, die die Aktivitäten von freien Gewerkschaften und sozialdemokratischen Organisationen koordinieren sollte. Pahl bevorzugte geschlossene Arbeitsdienstlager, in denen die Arbeitsfreiwilligen rund um die Uhr untergebracht waren. Hierin sah er eine Bedingung, um die sozialpädagogische Utopie einer Erziehung durch Arbeit zu verwirklichen, ein antiliberaler Gedanke, in welchem sich sozialistische Arbeitsmetaphysik mit autoritärer Gesellschaftskonzeption mischte.
Parallel zu seiner Arbeit für die freien Gewerkschaften und im sozialistischen Bildungswesen positionierte sich Pahl als Publizist. Hier befasste er sich zum einen mit Fragen der globalen Rohstoffwirtschaft und der Geopolitik. 1928 veröffentlichte er sein erstes Buch zu diesem Thema: „Der Kampf um die Rohstoffe“, eine Materie, die er später immer wieder aufgreifen sollte.
Ein zweiter Schwerpunkt seiner Veröffentlichungen lag in der Auseinandersetzung mit der sozialdemokratischen Politik in der Endphase der Weimarer Republik. Pahl gehörte zu jenen jüngeren Sozialdemokraten und Gewerkschaftern, die erschreckt von den Septemberwahlen 1930, bei denen die NSDAP überraschend zweitstärkste Fraktion im Reichstag geworden war, insbesondere den Führungsstil der Parteispitze, die Überalterung der Partei und die Werbemethoden der Sozialdemokratie kritisierten. Dabei orientierte er sich zum einen an dem belgischen Sozialisten Hendrik de Man, der den Faschismus durch planwirtschaftliche Bekämpfung der Arbeitslosigkeit als seiner sozialen Ursache besiegen wollte; andererseits stand er dem Hofgeismarer Kreis nahe und gehörte zu dem Kreis der „jungen Rechten“, die sich um die Zeitschrift Neue Blätter für den Sozialismus gruppierten und den marxistischen Sozialismus ablehnten.
In seinem programmatischen Aufsatz „Raum für den sozialistischen Vortrupp“ (1931) forderte Pahl die SPD auf, sich „auf der ganzen Linie dem jungen Generationswillen“ gegenüber zu öffnen. Die „junge Generation“ bezog er dabei nicht auf ein bestimmtes Alter, sondern auf eine „bestimmte Haltung und Gesinnung“. „Revolutionäres Denken und praktisches Handeln“ seien dabei zu vereinen. Um junge Menschen für die sozialistische Arbeiterbewegung zu begeistern und in der Konkurrenz mit Organisationen der Kommunistischen Partei Deutschlands (KPD) sowie der NSDAP zu bestehen, hielt Pahl die Überwindung „vulgärmarxistischer“ Positionen und eine positive Haltung zum Staat für notwendig. Er forderte darüber hinaus, die SPD müsse sich für Kleingewerbetreibende und Bauern öffnen. Den Kapitalismus lehnte Pahl dabei ebenso ab wie die „Formaldemokratie“ des Weimarer Staates. Ihm und dem Kreis der „jungen Rechten“ ging es um einen Staatssozialismus, der exekutivstaatlich konzipiert war. Ab Oktober 1931 gehörte Pahl wie Carlo Mierendorff, Theodor Haubach und Adolf Reichwein zu den Herausgebern der Neuen Blätter für den Sozialismus. Auch in anderen Zeitschriften wie Die Arbeit und Sozialistische Monatshefte erschienen seine Texte.

### Im Kreis der „jungen“ Gewerkschafter nach rechts
Die Weltwirtschaftskrise führte zu erheblichen Mitgliederverlusten und zur Auszehrung der gewerkschaftlichen Finanzmittel. Der Einfluss der SPD auf die Regierungsgeschäfte im Reich und in Preußen sank zudem durch die Präsidialkabinette beziehungsweise den Preußenschlag. Vor diesem Hintergrund und in Anbetracht des anscheinend unaufhaltsamen Aufstiegs des Nationalsozialismus lockerte der ADGB Anfang der 1930er Jahre nach und nach seine traditionelle Bindung an die SPD.
Pahl gehörte in der ADGB-Zentrale zur Gruppe der jüngeren Funktionäre in Schlüsselstellungen, die an der Ausarbeitung nationalistischer Positionen des ADGB Anteil hatte. Zu dieser Gruppe um Lothar Erdmann zählten neben anderen auch Franz Josef Furtwängler, Hermann Seelbach, Clemens Nörpel, Bruno Broecker, Otto Hessler, Walter Maschke und Richard Seidel. Diese Gruppe war damals keine Gruppe von Außenseitern. Viele der „Jungen“ waren Quereinsteiger ohne feste Bindung an die Traditionen der sozialistischen Gewerkschaftsbewegung. Politisch pragmatisch eingestellt, wünschten sie die Abkehr von einem als dogmatisch empfundenen Marxismus sowie die Profilierung nationaler Gesichtspunkte. Einige der „Jungen“, unter anderem Pahl, Erdmann, Hessler und Maschke, trafen sich seit 1931/32 im Maaß-Kreis, einer Gesprächsrunde um Hermann Maaß, dem Geschäftsführer des Reichsausschusses der deutschen Jugendverbände. Sie erörterten dort Themen wie „Nation und Sozialismus“ oder die Stellung der Arbeiterbewegung zum „Wehrgedanken“ – Themen, die auch junge SPD-Politiker anzogen, die ihre Partei von rechts her reformieren wollten.
Als Erfolg der Bemühungen dieser „Jungen“ konnte gelten, dass selbst Theodor Leipart, der Vorsitzende des ADGB, daranging, die freien Gewerkschaften aus „Parteifesseln“ zu lösen. Am 14. Oktober 1932 hielt er einen Vortrag über „Die Kulturaufgaben der Gewerkschaften“. Ein zentraler Satz lautete: „Keine soziale Schicht kann sich der nationalen Entwicklung entziehen.“ Die gewerkschaftliche Zusammenfassung der Arbeiter sei geschehen, „um das Gemeinschaftsgefühl in ihnen zu wecken und den Gemeingeist zu pflegen“. Die Gewerkschaften, so Leipart, führten „ihren sozialen Kampf im Interesse der Nation“ und leisteten „Dienst am Volk“; sozialistische Gewerkschafter kannten „den soldatischen Geist der Einordnung und der Hingabe für das Ganze“. Leiparts Rede erzeugte in der Öffentlichkeit ein lebhaftes Echo. Die im August 1932 vom Tat-Kreis um Hans Zehrer mit Hilfe des Reichswehrministeriums übernommene Tageszeitung Tägliche Rundschau druckte große Teile des Vortrags ab. Vom Stahlhelm kamen positive Reaktionen, Gregor Strasser, Führer des linken Flügels der NSDAP, war voll des Lobes. Historiker vermuten, dass Leiparts Rede von Erdmann oder von Seelbach konzipiert worden sei.
Der WTB-Plan, das im Januar 1932 veröffentlichte nationale Arbeitsbeschaffungsprogramm des ADGB, signalisierte ebenfalls eine Lockerung der Bindungen zur SPD, die diesem Plan skeptisch gegenüberstand, weil sie Inflationsgefahren wähnte, das Präsidialkabinett unter Heinrich Brüning tolerierte und eine Rettung des kapitalistischen Wirtschaftssystems ablehnte. Über den auf die deutsche Volkswirtschaft bezogenen WTB-Plan ergaben sich überdies weitere Verbindungen nach rechts, denn auch Gregor Strasser legte entsprechende Vorschläge vor („Wirtschaftliches Sofortprogramm“). Vergleichbares entwickelte Günther Gereke als Repräsentant des Deutschen Landgemeindetags. Wenig später fungierte Gereke im Kabinett Schleicher als Reichskommissar für Arbeitsbeschaffung, ein Posten, den er über den Regierungswechsel zum Kabinett Hitler hinaus bis Anfang 1933 behielt.
Die Reichswehrführung interessierte solche Arbeitsbeschaffungspläne, denn neben Mitteln für die Aufrüstung ergaben sich in den vorgesehenen Arbeitsdiensten Perspektiven für eine vormilitärische Ausbildung sowie für ein Milizsystem. Die Spitze des ADGB intensivierte über Walter Pahl ihre Zusammenarbeit in der Frage des freiwilligen Arbeitsdienstes mit dem Reichswehrministerium; über ihn, Erdmann und Heßler hielt der Berliner Historiker und Schleicher-Vertraute Dr. Horst Michael in den letzten Wochen der Republik den Kontakt zum ADGB.
Walter Pahl entwickelte sich 1931 vor dem Hintergrund der Deutschen Bankenkrise und steigender Arbeitslosigkeit zu einem der wichtigsten gewerkschaftlichen Protagonisten einer planwirtschaftlichen Krisenstrategie und beteiligte sich maßgeblich an der Debatte, die im Juli 1932 zum ADGB-Konzept „Umbau der Wirtschaft“ führte. In der Tradition der sozialdemokratischen Programmatik der Wirtschaftsdemokratie wurden darin radikalisierte planwirtschaftliche Positionen vertreten. Ebenso wie das „Umbau“-Programm wird die Haltung Pahls dabei unterschiedlich beurteilt. Hans Willi Weinzen bezweifelt, dass Pahls Aufsätze eine „tendenzielle Öffnung der freien Gewerkschaften nach rechts“ vorbereiteten, während Hannes Heer Pahl auf dem „rechten Flügel der Gewerkschaftstheoretiker“ verortet und in ihm einen „der entschiedensten Befürworter der Kooperation mit den Faschisten“ sieht. Manfred Schmidt charakterisierte aus marxistisch-leninistischer Sicht Pahl als Teil einer „neue[n] Generation von Opportunisten“, die das Ziel des Sozialismus „mehr oder weniger offen negiert“ hätte. Detlev Brunner warnt dagegen vor Schubladendenken und wirft die Frage auf, inwiefern das Staatsverständnis der „Wirtschaftsdemokratie“ geeignet sei, die Brücke zu einem nicht mehr demokratischen Staatsverständnis herzustellen.

### Karriere im Dritten Reich
Nach der Machtübergabe an die Nationalsozialisten im Januar 1933 verstärkte der ADGB seinen Kurs weg von der SPD, indem er betonte, auch mit der neuen Regierung unter Hitler zusammenarbeiten zu wollen, um die gewerkschaftlichen Organisationen in veränderter Form in das Dritte Reich hinüberzuretten. Der Bundesvorstand des ADGB begrüßte die Regierungsinitiative, den 1. Mai zum Feiertag der nationalen Arbeit zu machen, und rief die Gewerkschaftsmitglieder am 19. April 1933 zu reger Teilnahme an den Feierlichkeiten auf. Nicht nur auf Vorstandsebene war der politische Wandel spürbar. Auch auf mittlerer Funktionärsebene zeigte er sich. Walter Pahl schrieb in der Gewerkschaftszeitung vom 29. April 1933:

„Vom Nationalsozialismus unterschied uns keine andere Rangordnung der Werte Nation und Sozialismus, sondern lediglich eine andere Prioritätsordnung. Wir wollen erst den Sozialismus, um die Nation zu gestalten. Der Nationalsozialismus forderte und verwirklichte jetzt die Einheit der Nation, um auf diesem breiten und festen Fundament den deutschen Sozialismus aufzubauen […] Wir brauchen wahrhaftig nicht ‚umzufallen‘, um zu bekennen, daß der Sieg des Nationalsozialismus, obwohl er im Kampf gegen eine Partei errungen wurde, die uns als Träger der sozialistischen Idee galt, auch unser Sieg ist, insofern die sozialistische Aufgabe heute der ganzen Nation gestellt ist.“

Pahl, der mit dieser Gedankenführung den Nationalsozialisten zugestand, ebenso aufrechte Sozialisten zu sein, wie es die Gewerkschafter selbst für sich beanspruchten, sandte seinen Artikel bereits vor Veröffentlichung an Rudolf Diels, mit dem er bereits früher in Angelegenheiten des Arbeitsdienstes zu tun hatte und der Ende April 1933 zum Chef der Geheimen Staatspolizei aufstieg. Diels sollte den Beitrag an „einige Herren der NSDAP mit der Bitte um Stellungnahme“ weiterleiten, der Text drücke die Haltung vieler jüngerer Funktionäre aus. Während Hannes Heer und Carsten Linne in Pahls Beitrag „konzentrierte[n] Faschismus“ bzw. „nationalsozialistische Tendenzen“ sehen, betont Detlev Brunner, dies sei kein Ausdruck von Anpassung gewesen, sondern es habe sich um schon früher von Pahl vertretene Gedankengänge gehandelt.
Am 2. Mai 1933 wurde Pahl im Zuge der Zerschlagung der Gewerkschaften verhaftet. Nach einigen Tagen wurde er freigelassen und emigrierte in die Schweiz. Dort veröffentlichte er die Schrift „Deutschland wohin? Bilanz der nationalsozialistischen Revolution“ unter dem Pseudonym Lothar Frey. In ihr warf er den Gewerkschaften vor, ihren „Weg der strafferen Einordnung in den Staat“ und ihre „positive Stellung zu Staat und Nation“ gerade während der Regierungszeit Kurt von Schleichers nicht „mit genügender Energie“ gegangen zu sein. Der Gedanke, dass die Gewerkschaften auch mit einem autoritären Staat verbunden sein könnten, ergab sich, so Detlev Brunner, nicht nur aus der Retrospektive nach der Zerschlagung der Gewerkschaftsbewegung, sondern war bereits gegen Ende der Weimarer Republik entwickelt worden. Im Oktober 1933 ging Pahl nach Großbritannien.
Im Mai 1935 kehrte er wieder nach Deutschland zurück. Anschließend arbeitete er für Zeitungen und Zeitschriften wie die Münchener Neuesten Nachrichten, die Frankfurter Zeitung, die Deutsche Allgemeine Zeitung, die Deutsche Rundschau, Die Hilfe, Koralle und Europäische Revue. 1936 erschienen drei Sachbücher über geopolitische Fragen. Pahl betrachtete darin Deutschland als „Herzkammer Europas“. Die Schwächung Deutschlands bedeute stets eine Schwächung Europas, der Kampf Deutschlands gegen den Vertrag von Versailles sei ein Kampf für „ein geopolitisch vernünftiges Ordnungsprinzip in Europa“. Pahl setzte sich in diesen Büchern ebenfalls dafür ein, afrikanische Gebiete zu deutschen Kolonien zu machen: „Für das menschenüberfüllte und rohstoffarme Deutschland ist es nicht nur eine Ehrenfrage, sondern auch eine Lebensfrage, daß der Weg nach Afrika ihm wieder geöffnet wird.“ Die Gegner entsprechender Pläne sah Pahl in den „Status-quo-Mächten“ und im „Bolschewismus“.
Minderheiten hatten nach Pahl in Deutschland keinen Platz. Hierzu zählte der Autor insbesondere Juden. Sie seien „völkische Fremdkörper“, die den „Volkskörper“ von innen heraus „zersetzen“ würden. Die antisemitische Judenpolitik Deutschlands betrachtete er als beispielgebend:

„Seitdem der Nationalsozialismus durch seine Gesetzgebung den jüdischen Einfluß auf das politische, kulturelle und wirtschaftliche Leben der Nation ausgeschaltet hat und die Juden auf die Eigenständigkeit einer Minderheit verwiesen hat, beginnt sich auch in den anderen europäischen Ländern die Erkenntnis Bahn zu brechen, daß die Judenfrage ein Rassenproblem ist und als solches nur durch Dissimilation, d. h. die Wiedertrennung gelöst werden kann. Die Judenfrage, die Frage der Ausschaltung des jüdischen Einflusses auf das öffentliche Leben der europäischen Völker, ist zu einer Kernfrage der europäischen Politik geworden.“

An anderer Stelle behauptete Pahl, „die Juden“ hätten die Wirtschaft Polens „überfremdet“. Man gehe dort daran, „die Nationalitätenfrage durch eine großzügige Umsiedlung der Nationalitäten zu lösen […] In diesem Zusammenhang soll auch der Versuch einer Ordnung und Regelung des jüdischen Problems gemacht werden […]“ Die jüdische Einwanderung in Palästina kritisierte Pahl: „Palästina ist ein arabisches Land. Und die bösen Juden haben mit Hilfe der Engländer dieses Land überfremdet.“
1939 erschien eine antibritische Schrift, in der Pahl erneut das Rohstoffthema in den Mittelpunkt stellte. Der Krieg sei den Deutschen von England aufgezwungen worden. Englische „Rohstoffmonopolisten“ und „Rohstoffplutokraten“ würden auf den Rohstoffmärkten als Diktatoren agieren. Gegen sie versuche Deutschland das Prinzip einer Großraumwirtschaft durchzusetzen, das den Engländern die Möglichkeiten nehmen werde, im für Deutschland „lebenswichtigen kontinentalen mittel- und osteuropäischen Raum“ zu intervenieren. Im September 1939 zog Pahl von Berlin nach Überlingen. Der Eher-Verlag, Parteiverlag der NSDAP, beauftragte ihn zu Beginn des Folgejahres mit der Abfassung eines Buches für die Reihe „Das ist England!“. Pahl erfüllte diesen Auftrag und legte eine Schrift vor, in der er erneut seine Thesen zur Geo- und Rohstoffpolitik ausbreitete. Er stilisierte Deutschland, das faschistische Italien und Japan zu Vorkämpfern für nationalen „Lebensraum“ sowie zu Befreiern der afrikanischen Völker. Deutscher Machtwille ziele auf eine organische Raumgestaltung, während der britische Machtwille Raum planlos anhäufe. 1940 und 1941 hielt der als politisch zuverlässig geltende Pahl auch geopolitische Vorträge für die NS-Organisation Kraft durch Freude.
Ein Buch über die Sowjetunion, an dem er ab 1940 arbeitete, erschien nicht mehr, weil es durch den Krieg gegen die Sowjetunion unzeitgemäß geworden war. In dieser Schrift stellte Pahl das Deutsche Reich und die Sowjetunion, die vor dem 22. Juni 1941 noch verbündet waren, als ideologisch zwar getrennte Mächte dar, sie seien aber vereint im Kampf für eine Neuordnung Europas und gegen die „Internationale des Liberalismus und Kapitalismus“.
Pahls Einberufung als Sanitätssoldat erfolgte im Mai 1941. Einer Frontverwendung entging er mit Hilfe eines Bekannten, der ihn zum Wehrkreiskommando Stuttgart lotste. Pahl wurde im Rahmen der Truppenbetreuung als Vortragsredner eingesetzt. Er hielt seine geopolitischen Vorträge unter anderem am Deutschen Institut in Paris. Am 20. Oktober 1942 belegte die Reichspropagandaleitung der NSDAP Pahl mit einem Vortragsverbot. Er wurde eingezogen und kehrte 1945 aus der Kriegsgefangenschaft zurück.

### Wirken im Nachkriegsdeutschland und in der Bundesrepublik
1946 leitete Pahl den Wiederaufbau der Volkshochschule Heidelberg. Im April 1946 riet der frühere preußische Kultusminister Adolf Grimme seinem sozialdemokratischen Genossen Gerhard Weisser, damals Generalsekretär des Zonenbeirats der Britischen Zone, Walter Pahl als Sekretär für Kultur oder Wirtschaft anzustellen. Weisser griff diesen Vorschlag auf und empfahl Pahl im Zonenbeirat als Sekretär für Sozialpolitik und Kulturpolitik. Im Beirat stieß dieser Vorschlag auf Widerstand. Konrad Adenauer sah in Pahl einen Apologeten der nationalsozialistischen Expansionsbestrebungen. Kurt Schumacher bestritt dies. Mit vierzehn gegen neun Stimmen nahm der Beirat den Vorschlag einer Anstellung Pahls zum 1. Oktober 1946 schließlich an. Aufgrund der offenbaren Widerstände trat Pahl diese Stelle nicht an, erklärte aber seine Bereitschaft, für den Zonenbeirat in begrenzter Form tätig zu werden. Am 1. Oktober 1946 wurde er als Sachverständiger für sozialpolitische Fragen engagiert. Diese Tätigkeit dauerte bis September 1948. Von 1948 bis 1950 wirkte Pahl an der Akademie für Gemeinwirtschaft in Dortmund. Auf Vorschlag von Franz Spliedt, vor 1933 ADGB-Vorstandsmitglied und nach 1945 als Vorsitzender des Sozialpolitischen Ausschusses beim Zonenbeirat der britischen Zone der Vorgesetzte Pahls, wurde Walter Pahl zum 1. Januar 1950 als Generalsekretär der Gewerkschaftlichen Monatshefte eingestellt. Gegen diese Besetzung des exponierten Postens beim Theorieorgan der westdeutschen Gewerkschaften regte sich Protest: Walter Auerbach äußerte in einem Brief an Georg Reuter, den stellvertretenden Vorsitzenden des Deutschen Gewerkschaftsbunds (DGB), Bestürzung über diesen Vorgang.
Ende 1953 veröffentlichte Pahl in den Gewerkschaftlichen Monatsheften einen Beitrag zur Politik der Gewerkschaften in der Endphase der Weimarer Republik und bezog sich dabei positiv auf damalige Äußerungen von Lothar Erdmann. Dies führte zu einer öffentlichen Diskussion über seine Karriere im Dritten Reich. Am 9. Januar 1954 griff Karl Gerold, der Chefredakteur der Frankfurter Rundschau, Pahl in einem Leitartikel mit der Überschrift „Der Karrierist und der Wille zur Macht“ scharf an und forderte den DGB auf, sich von Pahl zu trennen. Der Geschäftsführende Bundesvorstand des DGB legte Pahl daraufhin nahe, von seinem Posten als Redakteur der Gewerkschaftlichen Monatshefte zurückzutreten. Pahl weigerte sich, ein solcher Schritt liege nicht im gewerkschaftlichen Interesse. Georg Reuter schlug vor, Pahl möge gegen Gerold prozessieren, der DGB-Bundesvorstand bewilligte daraufhin Rechtsschutz für Pahl. Ende März 1954 folgte eine Privatklage Pahls gegen Gerold. Die öffentlichen und innergewerkschaftlichen Debatten um Pahl führten im DGB-Bundesvorstand zu Befürchtungen, dieser Streit könnte sich zu einer generellen Kontroverse über die Politik der Gewerkschaften im Jahr 1933 ausweiten. Walter Freitag meinte am 1. Juni 1954 im DGB-Bundesvorstand, Pahl habe 1933 Positionen vertreten, die auch Theodor Leipart, der langjährige ADGB-Vorsitzende, geteilt habe. Hans Brümmer forderte, die Affäre um Pahl müsse vor dem nächsten DGB-Bundeskongress bereinigt werden. Die Gewerkschafter fanden am 13. August 1954 schließlich einen Kompromiss: Pahl trat zurück und erhielt im Gegenzug einen Sondervertrag mit dem Bund-Verlag, der ihm die gewohnten Bezüge sicherte. Pahl zog daraufhin die Klage gegen Gerold zurück.
Hinter der öffentlichen Kampagne gegen Pahl vermutet der Historiker Karsten Linne die SPD. Diese habe die Angriffe Gerolds inszeniert, weil ihr nach der verlorenen Bundestagswahl 1953 die politische Linie der Zeitschrift Gewerkschaftliche Monatshefte nicht zusagte. Beim DGB glaubte man hingegen, dass ehemalige Kommunisten den Artikel Gerolds lanciert oder sogar selbst geschrieben hätten.
1960 zog Pahl von Hamburg nach Bad Harzburg. Dort trat er in die Akademie für Führungskräfte der Wirtschaft ein, um dort die Bibliothek zu leiten und Reinhard Höhn zuzuarbeiten, der vor 1945 unter anderem im Reichssicherheitshauptamt gearbeitet hatte und in der SS in den Rang eines SS-Oberführers aufgestiegen war. Neben diesen Arbeiten erledigte Pahl auch wissenschaftliche Einzelaufträge. Am 18. November 1969 starb er bei einem Verkehrsunfall.

## Schriften
- Der Kampf um die Rohstoffe (Weltpolitische Bücherei, Bd. 7), Zentralverlag, Berlin 1928.
- Handbuch der öffentlichen Wirtschaft. Herausgegeben vom Vorstand des Gesamtverbandes der Arbeitnehmer der Öffentlichen Betriebe und des Personen- und Warenverkehrs. Bearb. von Walther Pahl und Kurt Mendelsohn. Berlin : Courier, 1930
- Lothar Frey (Pseudonym): Deutschland wohin? Bilanz der nationalsozialistischen Revolution. Europa-Verlag, Zürich 1934.
- Afrika zwischen Schwarz und Weiss. Goldmann, Bern/Leipzig/Wien 1936.
- Wetterzonen der Weltpolitik. Goldmann, Leipzig 1937.
- Das politische Antlitz der Erde. Ein weltpolitischer Atlas. Goldmann, Leipzig 1938.
- Weltkampf um Rohstoffe. Goldmann, Leipzig 1939.
- Die britische Machtpolitik. Eher, Berlin 1940.
- Rohstoffe. Der Kampf um die Güter der Erde. Goldmann, München 1952.
- Gewerkschaften und Sozialdemokratie vor 1933. Zur Geschichte der Einheitsgewerkschaft; in: Gewerkschaftliche Monatshefte, Jg. 4 (1953) H. 12, S. 720–724 (PDF; 53 kB).